# Corvin-negyed (Metró Budapest)
Corvin-negyed (bis 2011: Ferenc körút) ist eine 1976 eröffnete Station der Linie M3 der Metró Budapest und liegt zwischen den Stationen Semmelweis Klinikák und Kálvin tér.
Die Station befindet sich in der Nähe des Museums für Kunstgewerbe im VIII. Budapester Bezirk (Józsefváros).

## Galerie

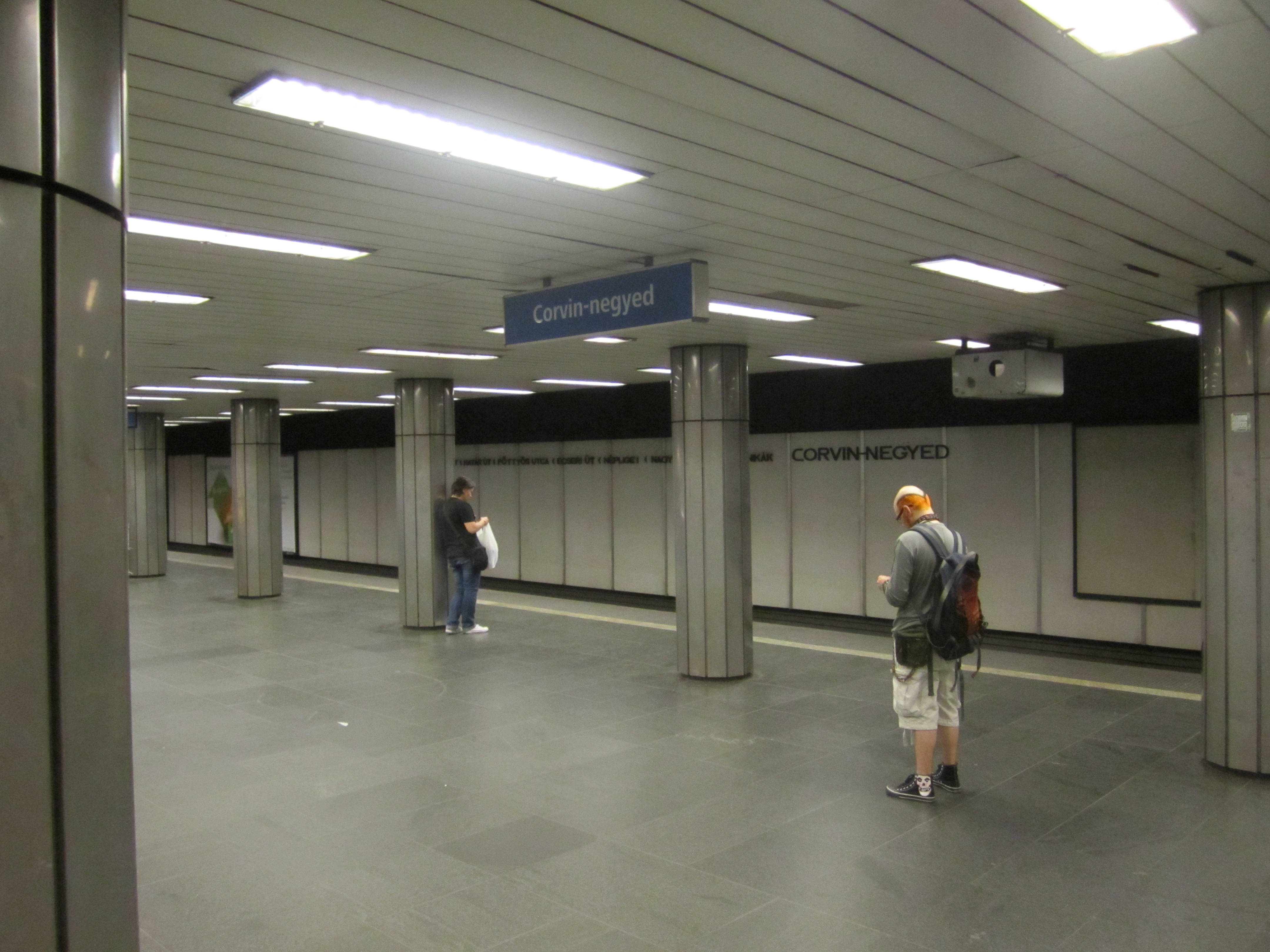
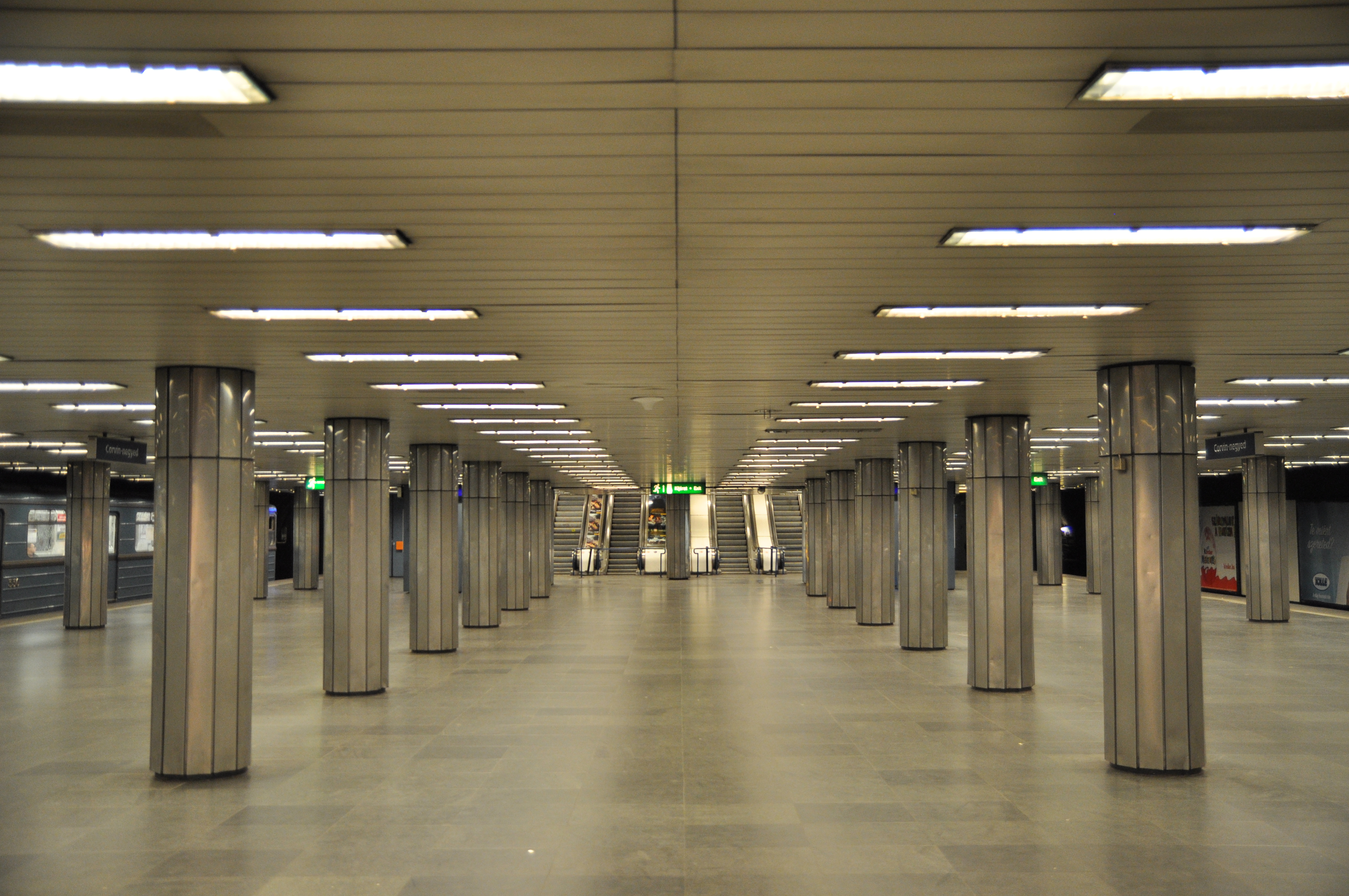
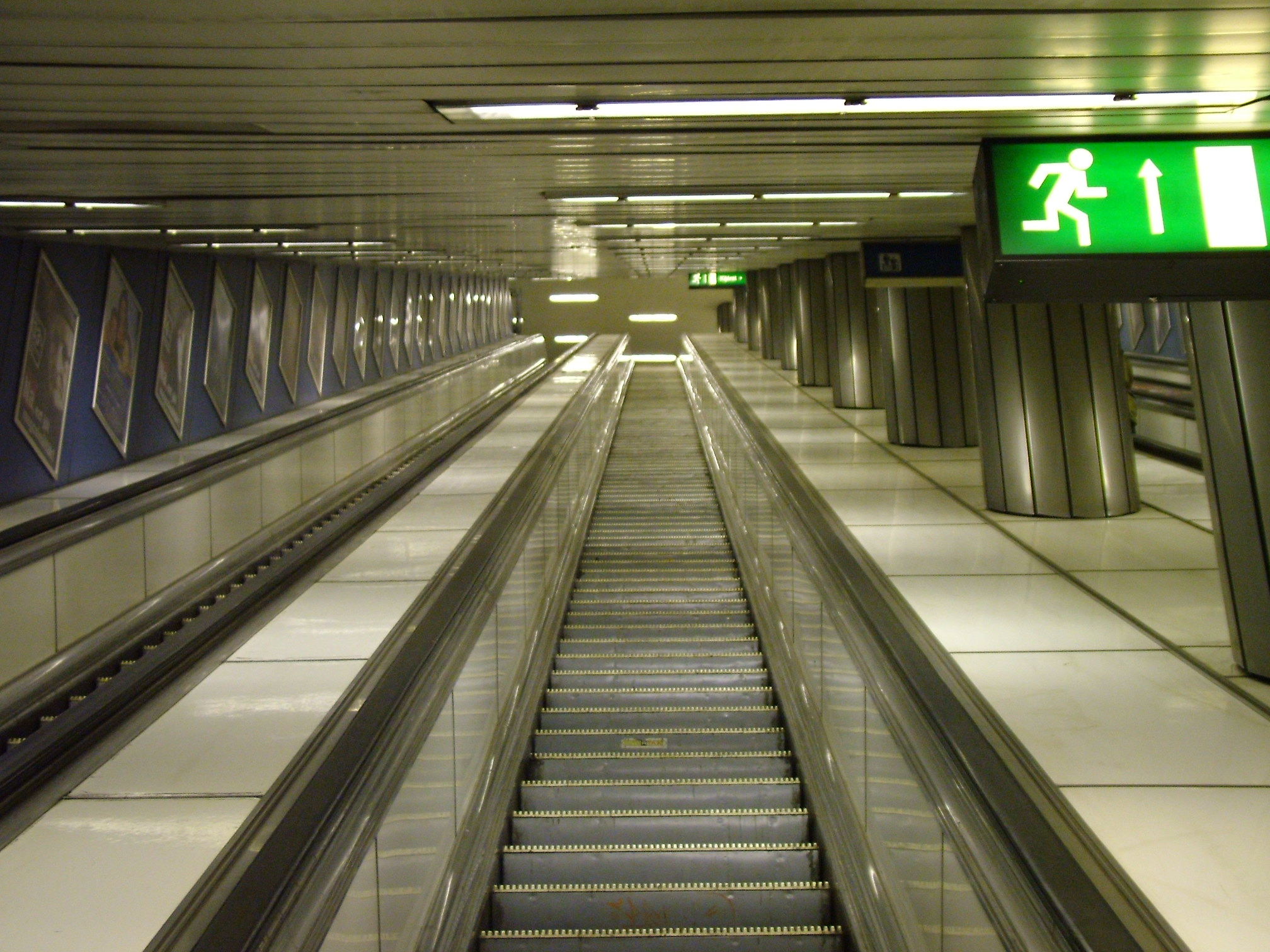